# Glogovac (gmina Bela Palanka)
Glogovac (cyr. Глоговац) – wieś w Serbii, w okręgu pirockim, w gminie Bela Palanka. W 2011 roku liczyła 30 mieszkańców.